# مندالة
المَنْدَالة (بالسنسكريتية: मण्डल)‏ هي مجموعةٌ من الرُّموز استَعملها الهندوسيون والبوذيون للتعبير عن صورة الكون الميتافيزيقي.
وكلمة «مندالة» في اللغة السنسكريتية تعني الدائرة أو القرص. والشائع الآن أنّ «مندالة» أصبحت مصطلحًا عامًا لأي تخطيط أو جدول أو نمط هندسي يقدم الكون عن طريق «المتافيزيقيا» أو «الرموز».